# Диплодактиліди
Диплодактиліди (Diplodactylidae) — родина ящірок з групи геконів. Налічує 25 родів та 150 видів. 

## Опис
Представники цієї підродини мають середній та великий розмір тулуба та хвоста. Найбільші її представники сягають загальної довжини до 34—40 см. Колір шкіри залежить від місцини перебування. Може бути сіруватим, фіолетовим, жовтуватим, коричневим. Значна частина цих геконів не має повік. Назва походить від побудови кінцівок та пальців. Особливість полягає у тім, що вони мають прикріплюючі пластинки не лише на лапах, а й на хвості. Хвіст у більшості чітко відділений від тулуба. У багатьох представників цієї підродини хвіст використовується як накопичувач жиру.

## Спосіб життя
Полюбляють тропічні ліси, пустелі та напівпустелі. Диплодактиліни зазвичай живуть на деревах, хоча деякі з них можуть пересуватися й суходолом, ховаючись під камінням або серед листя. Хвіст використовується для хапання та тримання за гілки. Активні вночі, а вдень відпочивають у покинутих дуплах тварин, або на гіллі. Харчуються комахами та безхребетними.
Ці гекони є як яйцекладні, так й живородні.

## Розповсюдження
Представники підродини Диплодактилінів мешкають в Австралії, у Новій Зеландії, на о.Нова Каледонія.

## Роди
- Amalosia Wells & Wellington, 1983
- Bavayia Roux, 1913
- Correlophus Guichenot, 1866
- Crenadactylus Dixon & Kluge 1964
- Dactylocnemis Fitzinger, 1861
- Dierogekko Bauer, Jackman, Sadlier & Whitaker, 2006
- Diplodactylus Gray, 1832
- Eurydactylodes Wermuth, 1965
- Hesperoedura Oliver, Bauer, Greenbaum, Jackman & Hobbie, 2012
- Hoplodactylus Fitzinger, 1843
- Lucasium Wermuth, 1965
- Mniarogekko Bauer, Whitaker, Sadlier & Jackman, 2012
- Mokopirirakau Nielsen, Bauer, Jackman, Hitchmough & Daugherty, 2011
- Naultinus Gray, 1842
- Nebulifera Oliver, Bauer, Greenbaum, Jackman & Hobbie, 2012
- Oedodera Bauer, Jackman, Sadlier & Whitaker, 2006
- Oedura Gray, 1842
- Paniegekko Bauer, Jackman, Sadlier & Whitaker, 2012
- Pseudothecadactylus Brongersma, 1936
- Rhacodactylus Fitzinger, 1843
- Rhynchoedura Günther, 1867
- Strophurus Fitzinger, 1843
- Toropuku Nielsen, Bauer, Jackman, Hitchmough & Daugherty, 2011
- Tukutuku Nielsen, Bauer, Jackman, Hitchmough & Daugherty, 2011
- Woodworthia Garman, 1901